# Janis Drimonakos
Janis Drimonakos (ur. 18 stycznia 1984), grecki pływak, sensacyjny mistrz Europy na basenie 50 m w wyścigu na 200 m motylkowym.

## Sukcesy

### Mistrzostwa świata (basen 25 m)
- 2008 Manchester -  (400 m zmiennym)

### Mistrzostwa Europy
- 2008 Eindhoven -  (200 m motylkowym)
- 2008 Eindhoven -  (400 m zmiennym)
- 2010 Budapeszt -  (200 m motylkowym)
- 2012 Debreczyn -  (200 m motylkowym)
- 2012 Debreczyn -  (400 m zmiennym)